# Квинт Корелий Руф
Квинт Корелий Руф (на латински: Quintus Corellius Rufus; † 98 г.) e политик и сенатор на Римската империя през 1 век.
Произлиза от фамилията Корелии, клон Руф от Сепинум в Самниум.
Вероятно става суфектконсул през 78 г. През 82 г. управител (legatus Augusti pro praetore Germaniae Superioris) на Горна Германия. През 98 г. е убит.
Дъщеря му Корелия Хиспула се омъжва за Луций Нераций Марцел (суфектконсул 95 г. и консул 129 г.) и става майка на Луций Корелий Нераций Панза (консул 122 г.).